# Kailash Lal Agrawal
Kailash Lal Agrawal, ook wel Rajesh Agrawal, is een Indiaas diplomaat. Hij was ambassadeur in Suriname en Kroatië. 

## Biografie
Kailash Lal Agrawal trad in 1973 in dienst bij het ministerie van Buitenlandse Zaken. In de daaropvolgende jaren was hij werkzaam in zowel Afrika als het Midden-Oosten, waarna hij van 1982 tot 1986 als eerste secretaris diende op de Indiase ambassade in Bern, Zwitserland. Vervolgens bekleedde hij tot 1992 de functie van plaatsvervangend hoge commissaris in Tanzania en Kenia. Tussen juli 1994 en 1997 was Agrawal adjunct-consul-generaal in New York.
Aansluitend was hij ambassadeur in Suriname. Hij onthulde hier in 1998 ook het borstbeeld van Goswami Tulsidas. Hij diende hier tot 2000. In januari 2001 werd hij benoemd tot ambassadeur in Kroatië. Zijn termijn was daar van 3 april 2001 tot 23 december 2004.
Hij sloot zijn diplomatieke loopbaan af met zijn benoeming als hoge commissaris in Jamaica, waar hij van 2004 tot 2007 verantwoordelijk was voor meerdere eilandstaten in het Caribisch gebied. Zijn accreditatie strekte zich in die periode tevens uit tot de Bahama's, de Kaaimaneilanden en de Turks- en Caicoseilanden.